# Musculus extensor indicis proprius

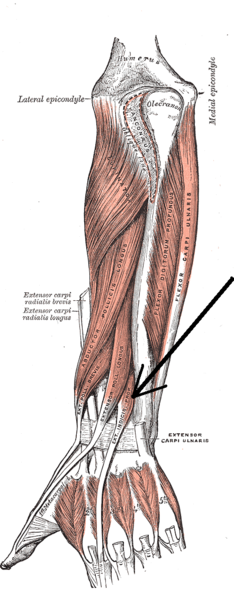
Az alkar izmai (a nyíl mutatja az izmot)

A musculus extensor indicis egy izom az ember alkarjában.

## Eredés, tapadás, elhelyezkedés
A singcsont (ulna) dorsalis részéről ered a hosszú hüvelykujjfeszítő izom (musculus extensor pollicis longus) eredési pontja alatt. Átfut a feszítőizmokat leszorító szalag (retinaculum musculorum extensorum) alatt a IV. rekeszben, az ujjakat feszítő izommal (musculus extensor digitorum) majd később, a mutatóujjhoz tartó inával egyesül a II. metacarpus ulnaris felén.

## Funkció
Feszíti (extensio) a mutató ujjat az összes ízületen keresztül.

## Beidegzés, vérellátás
A nervus interosseus antebrachii posterior idegzi be ami a nervus radialis mély ága. Az arteria interossea posterior látja el vérrel.

## Külső hivatkozások
- Kép, leírás
- Kép
- Kép, leírás
- Leírás